# Geometría sagrada

La Flor de la vida.

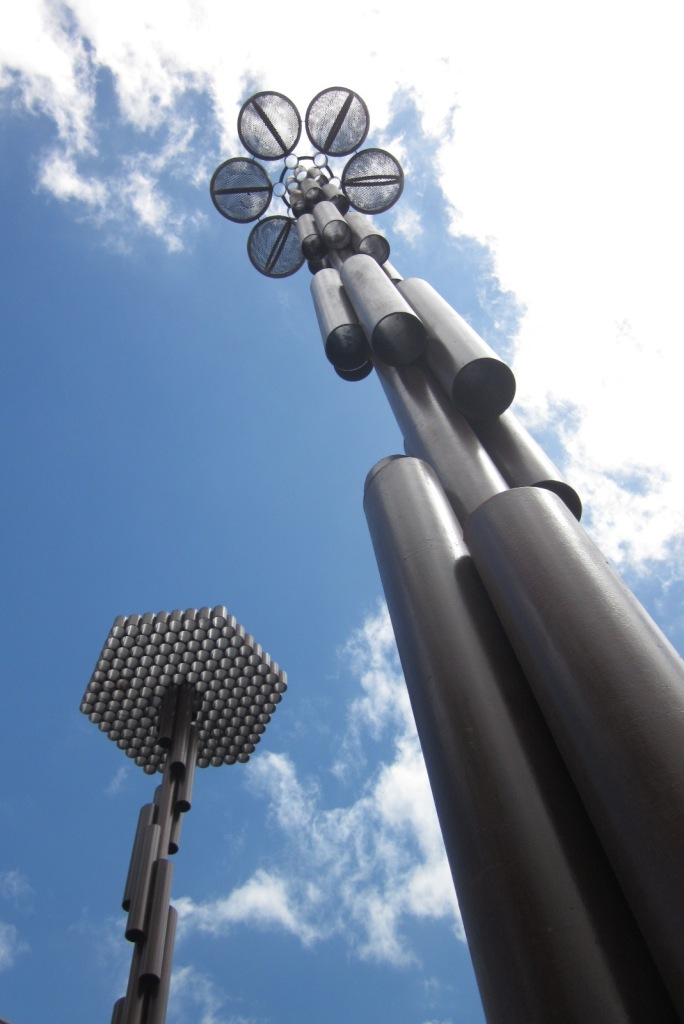
Escultura basada en la Flor de la Vida y la geometría sagrada; sus partes están sobre la base de la sección áurea (Fi). Obra de Ibo Bonilla.

La expresión geometría sagrada hace referencia al conjunto de formas y patrones geométricos que se encuentran presentes en la naturaleza y en el diseño de ciertos sitios considerados sagrados; principalmente iglesias, catedrales y mezquitas, junto con los significados simbólicos y esotéricos que se les atribuyen basándose en sus propiedades. Debido a su trasfondo religioso y filosófico, su énfasis en la geometría y la matemática y su relación con la construcción de catedrales, la geometría sagrada es asociada con la masonería, y en algunas corrientes místicas se le considera el "lenguaje divino" de la creación. 
A su vez, es reivindicada y usada por algunos hermetistas y por muchos ocultistas con justificaciones y propósitos diversos. Algunas personas que trabajan con la geometría sagrada afirman que estimula ambos hemisferios cerebrales a la vez; el derecho por estar relacionado con habilidades artísticas y viso-espaciales, y el izquierdo por estar relacionado con la matemática y la lógica, aunque cabe aclarar que esto se trata de una sobresimplificación de la actividad cerebral y la especialización de cada hemisferio.

## Fundamentos de diseño

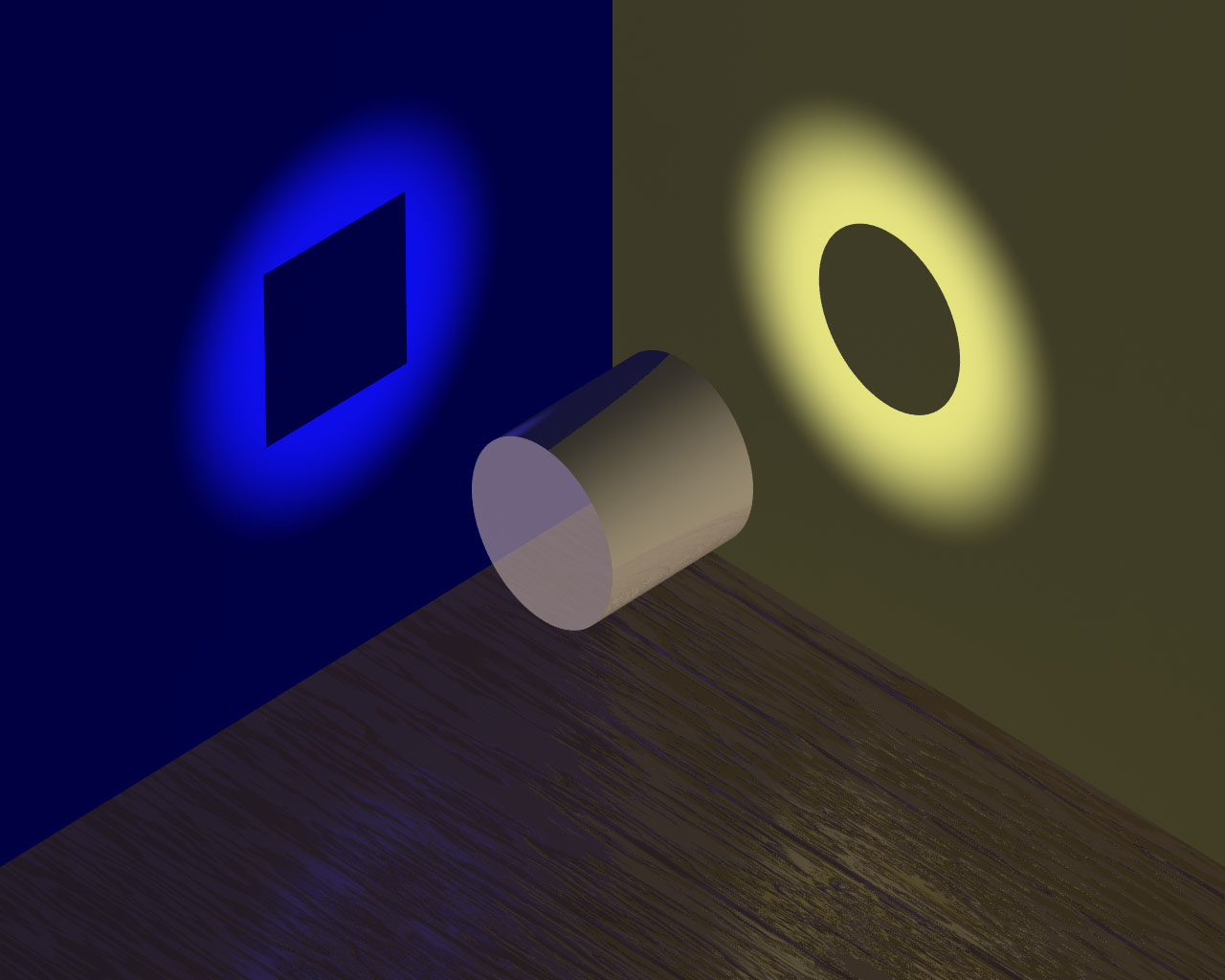
Cilindro proyectado en dos planos.

En todo diseño se tienen en cuenta cuatro componentes, lo conceptual, lo visual, lo relacional y lo práctico. Son elementos conceptuales aquellos que no son visibles: Son el punto, la línea, el plano y el volumen. Cuando los elementos conceptuales se hacen visibles, adquieren su forma.

### Figuras geométricas
La palabra «forma» se confunde a menudo con «figura». No obstante, una forma tridimensional puede tener múltiples figuras bidimensionales, cuando se la ve sobre una superficie lisa. La forma es entonces la apariencia visual total de un diseño y se identifica por su figura, tamaño, color y textura. La geometría descriptiva ha sido la encargada de la representación gráfica en superficies bidimensionales, de resolver los problemas del espacio en los que intervienen puntos, líneas y planos. Mediante proyecciones, traslada los puntos de una figura a una superficie. Tal rama de la geometría resume la teoría del dibujo técnico.

### Número pi
El número pi es la relación entre la longitud de la circunferencia y su diámetro.

### Sección áurea

Rectángulo proporcional.

El número áureo y la sección áurea están presentes en todos los objetos geométricos regulares o semiregulares en los que haya simetría pentagonal, pentágonos o aparezca de alguna manera la raíz cuadrada de cinco.
- Relaciones entre las partes del pentágono.
- Relaciones entre las partes del pentágono estrellado, pentáculo o pentagrama.
- Relaciones entre las partes del decágono.
- Relaciones entre las partes del dodecaedro y del icosaedro.

### Sólidos platónicos
Para Platón, hay cinco sólidos tridimensionales de aristas, ángulos y caras iguales, tales sólidos platónicos son: el tetraedro, el cubo, el octaedro, el icosaedro y el dodecaedro. Esta exposición la hace en su diálogo Timeo, en el que plantea que de la quinta combinación, (dodecaedro) a Dios le sirvió para trazar el plano del universo.
|                   |               |                 |                  |                            |  |
| Tetraedro – Fuego | Cubo – Tierra | Octaedro – Aire | Icosaedro – Agua | Dodecaedro – Éter o Akasha |  |

## Interpretación
Para Blavatsky la geometría es la quinta llave que permite interpretar la vida, las cuatro primeras son: La fisiológica, la psicológica, la astrológica y la metafísica, la sexta es la simbólica y la séptima la matemática.

### Fisiología

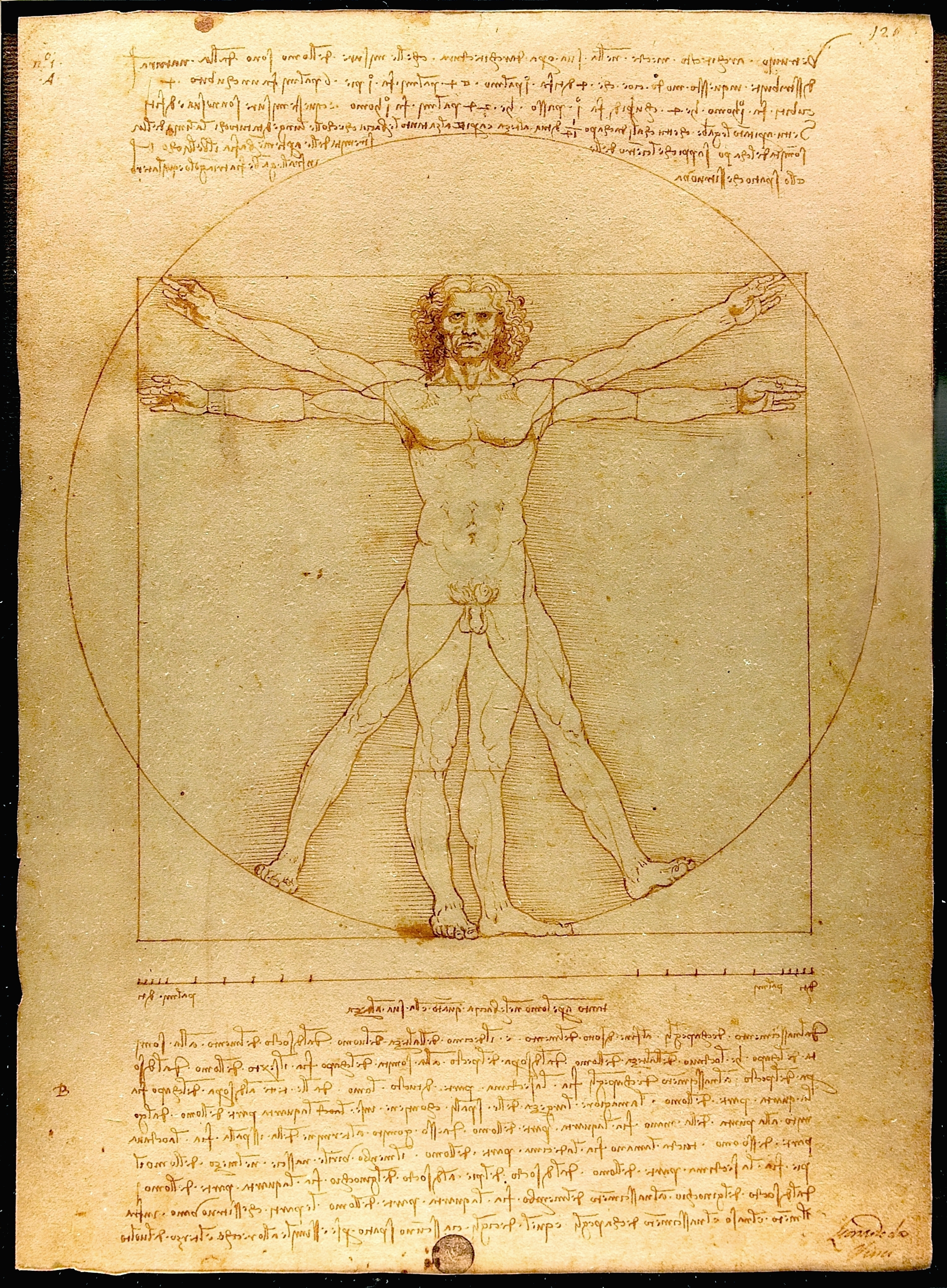
El hombre de Vitruvio.

Desde la fisiología la aplicación de la geometría se puede encontrar en el hombre vitruviano propuesto por Leonardo da Vinci y Luca Paccioli. Acorde al pentalfa y su correspondiente sección áurea: cuando las relaciones del perímetro son iguales, se produce la relación pi y el número Φ (véase también: Matila Ghyka). Para Fritjof Capra los tres criterios clave para la vida y sus teorías subyacentes son:
- El patrón de organización, como configuración de relaciones (forma, orden y cualidad) que determina las características esenciales del sistema.
- La estructura o la corporeización física (substancia, materia, cantidad) del patrón de organización del sistema.
- El proceso vital como actividad involucrada en la continua corporeización física.

Rupert Sheldrake postula la existencia de los campos morfogenéticos, como agentes causales del desarrollo y mantenimiento de la forma biológica.
Los siete chakras están ubicados en el cuerpo humano de forma armónica, mediante los cuales ascienden espirales energéticas formando un ángulo de 90 grados a medida que pasan de un chakra el siguiente.

### Psicología

Fruto y flor de la vida.

La psicología de la gestalt plantea la existencia de todos irreductibles como un aspecto clave de la percepción. Se perciben patrones perceptuales integrados, conjuntos organizados dotados de significado. Para Carl G. Jung, un mandala es un arquetipo que representa los contenidos de conciencia de una persona, la manera como codifica la luz del conocimiento.

### Astrología
Desde la astrología la división del zodíaco en doce partes, permite la comprensión del proceso de la vida, y se resume en tres libros en los cuales estudian y aprenden tres tipos de seres humanos.
1. El libro de la Vida. Las doce constelaciones. Para iniciados.
2. El libro de la Sabiduría. Los doce planetas. Para discípulos.
3. El libro de la Forma. Las doce jerarquías creadoras. Para la humanidad.

Por lo tanto, la astrología trata de la vida y las vidas, que animan los «puntos de luz» dentro de la vida universal.

### Metafísica

Cubo de metatrón.

Desde la metafísica el símbolo más representativo es el cubo de metatrón, ya que contiene la réplica tridimensional de cuatro de los cinco sólidos platónicos, a los que Pitágoras llamaba sólidos perfectos. En las Escuelas de Egipto, a estas cinco formas, más la esfera se les consideraba originarias de los cinco elementos primordiales: tierra, fuego, aire, agua y éter.

### Geometría
Teniendo en cuenta la geometría, la vida se inicia como un óvulo o esfera, pasa a convertirse en un tetraedro, después en una estrella tetraédrica y posteriormente en un cubo, a continuación en una nueva esfera y termina en un corpúsculo tubular.

### Simbología
De acuerdo con la semiótica, un símbolo es la representación de una idea. Para Djwhal Khul la representación del punto, la línea, el triángulo, el cuadrado, la cruz, el pentágono y el círculo, significa el reconocimiento de un vínculo con el conocimiento que ha determinado el desarrollo hasta la fecha. Plantea que en todas las razas hay siete formas análogas y actualmente son veintiuno los símbolos básicos que en forma geométrica encierran los conceptos de la civilización. Están adquiriendo forma el loto y la antorcha flamígera.
La esfera giratoria de materia puede ser representada empleando los mismos símbolos generales cósmicos que se utilizan para representar la evolución:
1. El círculo representa el límite de la materia indiferenciada.
2. La circunferencia con un punto en el centro representa la producción de calor en el corazón de la materia como un punto de fuego.
3. La división del círculo en dos partes, marca la rotación activa y la iniciación del movimiento del átomo de la materia.
4. La división del círculo en cuatro partes representa la cruz de brazos iguales del espíritu santo, personificación de la materia inteligente activa. Como símbolo astrológico representa el planeta Tierra.
5. La Esvástica representa el fuego que se extiende de la periferia al centro en cuatro direcciones, que circula e irradia gradualmente alrededor de toda ella.[11]

### Matemática

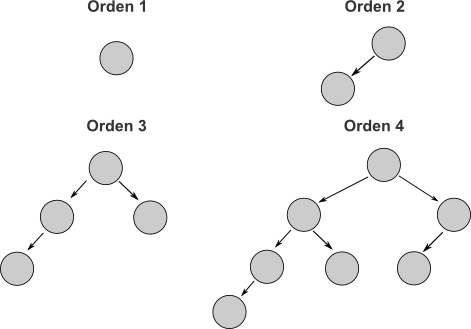
Árboles de Fibonacci de orden 1, 2, 3 y 4.

Leonardo Fibonacci fue el matemático que descubrió determinado orden en el crecimiento de las plantas. La secuencia es 1, 1, 2, 3, 5, 8, 13, 21, 34, 55, 89, 144, 233... Si se divide un término de esta secuencia por el anterior, repitiendo el proceso el número se va acercando a 1,6180339 (89/55), coincidiendo con el número áureo definido por Euclides. La causa de este modelo secuencial se encuentra en la espiral media dorada que gira sin principio ni fin.

Rosa polar.

En matemáticas, rosa polar es el nombre que recibe cualquier miembro de una familia de curvas de ecuación {\displaystyle r(\theta )=\cos(k\theta )\,} por asemejarse a una flor de pétalos. Esta familia, también conocida como rhodoneas (del griego rhodon, 'rosa'), fue estudiada por el matemático italiano Luigi Guido Grandi, en torno a 1725, en su libro Flores geometrici.

## Geometría fractal

Sucesivos pasos de la construcción de la curva de Koch.

Fritjof Capra relaciona la geometría con las matemáticas de la complejidad para argumentar que la comprensión del patrón es fundamental para el entendimiento de la trama de la vida y que todas las cuestiones de patrón, orden y complejidad son esencialmente matemáticas.
Fue el matemático polaco naturalizado francés Benoît Mandelbrot, quien acuñó el término fractal para describir la geometría de una gran variedad de fenómenos naturales irregulares. La trama de la vida sería una estructura base de la conciencia, que distribuye cada totalidad como fractales de la estructura base. La matriz, por ende, tiende a ser una estructura de luz que engloba todo acondicionamiento de conciencia para ser esta estructura. En la psicología arquetípica, se le conoce a este patrón de luz como mandala.

### En español
- Christopher Bamford, Robert Lawlor, Keith Critchlow, Arthur Zajonc, Anne Macaulay y Kathleen Raine (2024). Pitágoras y la ciencia sagrada. Vilaür: Ediciones Atalanta. ISBN 978-84-126014-7-3.

### En inglés
- Bain, George. Celtic Art: The Methods of Construction. Dover, 1973. ISBN 0-486-22923-8.
- Bromwell, Henry P. H. (2010).  Townley, Kevin, ed. Restorations of Masonic Geometry and Symbolry: Being a Dissertation on the Lost Knowledges of the Lodge. Lovers of the Craft. ISBN 978-0-9713441-5-0. Archivado desde el original el 3 de febrero de 2012. Consultado el Jan 7, 2012.
- Bamford, Christopher, Homage to Pythagoras: Rediscovering Sacred Science, Lindisfarne Press, 1994, ISBN 0-940262-63-0
- Critchlow, Keith (1970). Order In Space: A Design Source Book. New York: Viking.
- Critchlow, Keith (1976). Islamic Patterns: An Analytical and Cosmological Approach. Schocken Books. ISBN 978-0-8052-3627-9.
- Iamblichus; Robin Waterfield; Keith Critchlow; Translated by Robin Waterfield (1988). The Theology of Arithmetic: On the Mystical, Mathematical and Cosmological Symbolism of the First Ten Numbers. Phanes Press. ISBN 978-0-933999-72-5.
- Johnson, Anthony: Solving Stonehenge, the New Key to an Ancient Enigma. Thames & Hudson 2008 ISBN 978-0-500-05155-9
- Lesser, George (1957–64). Gothic cathedrals and sacred geometry. London: A. Tiranti.
- Lawlor, Robert. Sacred Geometry: Philosophy and practice (Art and Imagination). Thames & Hudson, 1989 (1st edition 1979, 1980, or 1982). ISBN 0-500-81030-3.
- Lippard, Lucy R. Overlay: Contemporary Art and the Art of Prehistory. Pantheon Books New York 1983 ISBN 0-394-51812-8
- Mann, A. T. Sacred Architecture, Element Books, 1993, ISBN 1-84333-355-4.
- Michell, John. City of Revelation. Abacus, 1972. ISBN 0-349-12320-9.
- Schneider, Michael S. A Beginner's Guide to Constructing the Universe: Mathematical Archetypes of Nature, Art, and Science. Harper, 1995. ISBN 0-06-092671-6
- Steiner, Rudolf; Creeger, Catherine (2001). The Fourth Dimension: Sacred Geometry, Alchemy, and Mathematics. Anthroposophic Press. ISBN 978-0-88010-472-2. (requiere registro).
- The Golden Mean, Parabola magazine, v.16, n.4 (1991)
- West, John Anthony, Inaugural Lines: Sacred geometry at St. John the Divine, Parabola magazine, v.8, n.1, Spring 1983.

- Datos: Q583915
- Multimedia: Sacred geometry / Q583915